# Alocandrena porteri
Alocandrena porteri (лат.) — вид пчёл, единственный в составе рода Alocandrena и подсемейства Alocandreninae семейства Andrenidae.

## Распространение
Южная Америка: Перу (западные склоны Анд).

## Описание
Мелкие пчёлы (длина около 1 см). На нижней стороне головы есть псаммофор (бородка из длинных щетинок) и лорум. Лицевые ямки глубокие с короткими волосками. Крылья характеризуются птеростигмой и маргинальной ячейкой, равной ширине самой широкой из субмаргинальных и с усеченной вершиной. На заднем крае каждого тергита густой поясок из длинных волосков. Жало сильно редуцировано.

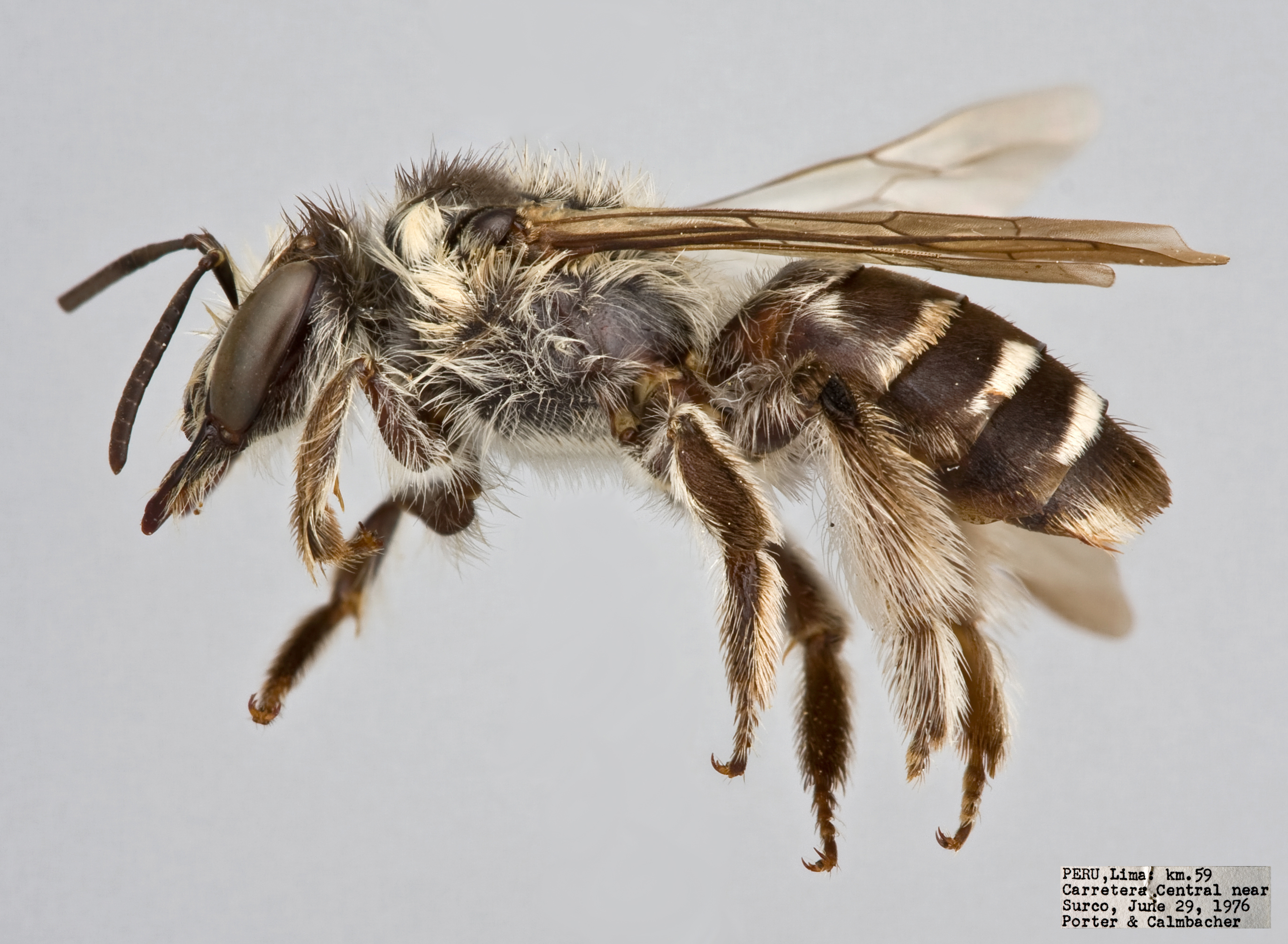
Самка

## Классификация
Единственный вид рода Alocandrena. Оба таксона были описаны в 1986 году американским энтомологом Чарльзом Дунканом Миченером. В 2000 году этот автор включил их в монотипическое подсемейство Alocandreninae.